# نظيرة إسماعيل كريم
نظيرة إسماعيل كريم هي كاتبة، وشاعرة ومترجمة وجيولوجية وناشطة مدنية عراقية كردية، ورئيسة منظمة الكورد الفيليين لحقوق الإنسان، ولدت بمدينة بغداد عام 1953، وحصلت على البكالوريوس في علم المتحجرات بتقدير امتياز من قسم الجيولوجيا في كلية العلوم بجامعة بغداد عام 1970، وعُينت في نوفمبر 1974 كمعيدة في قسم هندسة النفط بكلية الهندسة بجامعة بغداد، وفي بداية ثمانينات القرن العشرين قام النظام العراقي تحت حكم الرئيس الراحل صدام حسين بتهجيرها قسريًّا مع عائلتها وغيرهم من الكرد الفيليين إلى إيرانمع اندلاع الحرب العراقية الإيرانية، وهناك بدأت العمل كمترجمة بالسفارة القطرية بطهران حيث كانت تجيد الإنجليزية، والفارسية والعربية إلى جانب الكردية، ثم عادت إلى العراق في عام 2004، وأصبحت عضوًا إدارياً في المجلس العام للكرد الفيليين بفرع مدينة بغداد، ومديرة لمكتب المعهد العراقي للسلام التابع للمركز العالمي للمصالحة، وعضوًا في الهيئة التنفيذية واللجنة المالية للمعهد، وتوفيت بمدينة السليمانية في 25 أكتوبر عام 2020 عن عمر ناهز 67 عامًا إثر إصابتها بمرض فيروس كورونا.

## أعمالها ومؤلفاتها
ترجمت نظيرة إسماعيل كريم ما يزيد عن عشرين كتاباً في المجالات السياسية والإقتصادية والاجتماعية، والادبية شعراً ونثراً، وكتبت العديد من المقالات السياسية والاجتماعية بعدد من الصحف العراقية والعالمية مثل مجلة فكر، كما ألفت عددًا من المؤلفات التي تنوعت ما بين الشعر والقصة.